# Pyrausta fuliginata
Pyrausta fuliginata là một loài bướm đêm trong họ Crambidae.